# Электрический аккумулятор

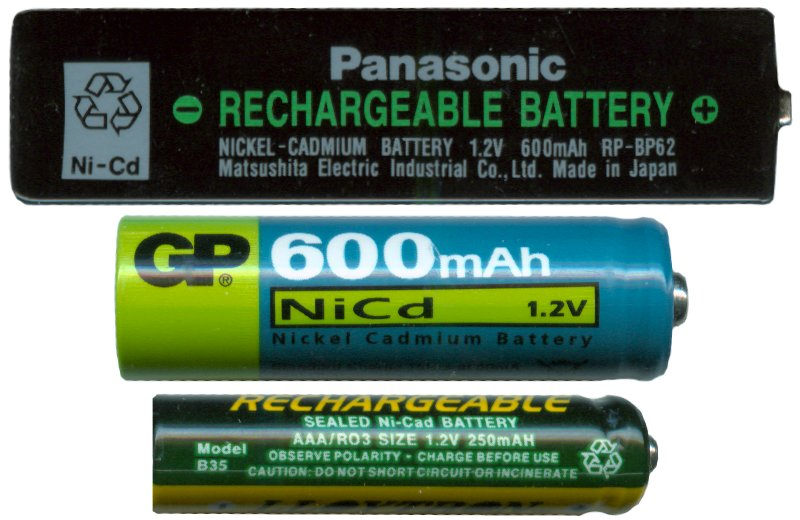
Никель-кадмиевые (Ni-Cd) аккумуляторы

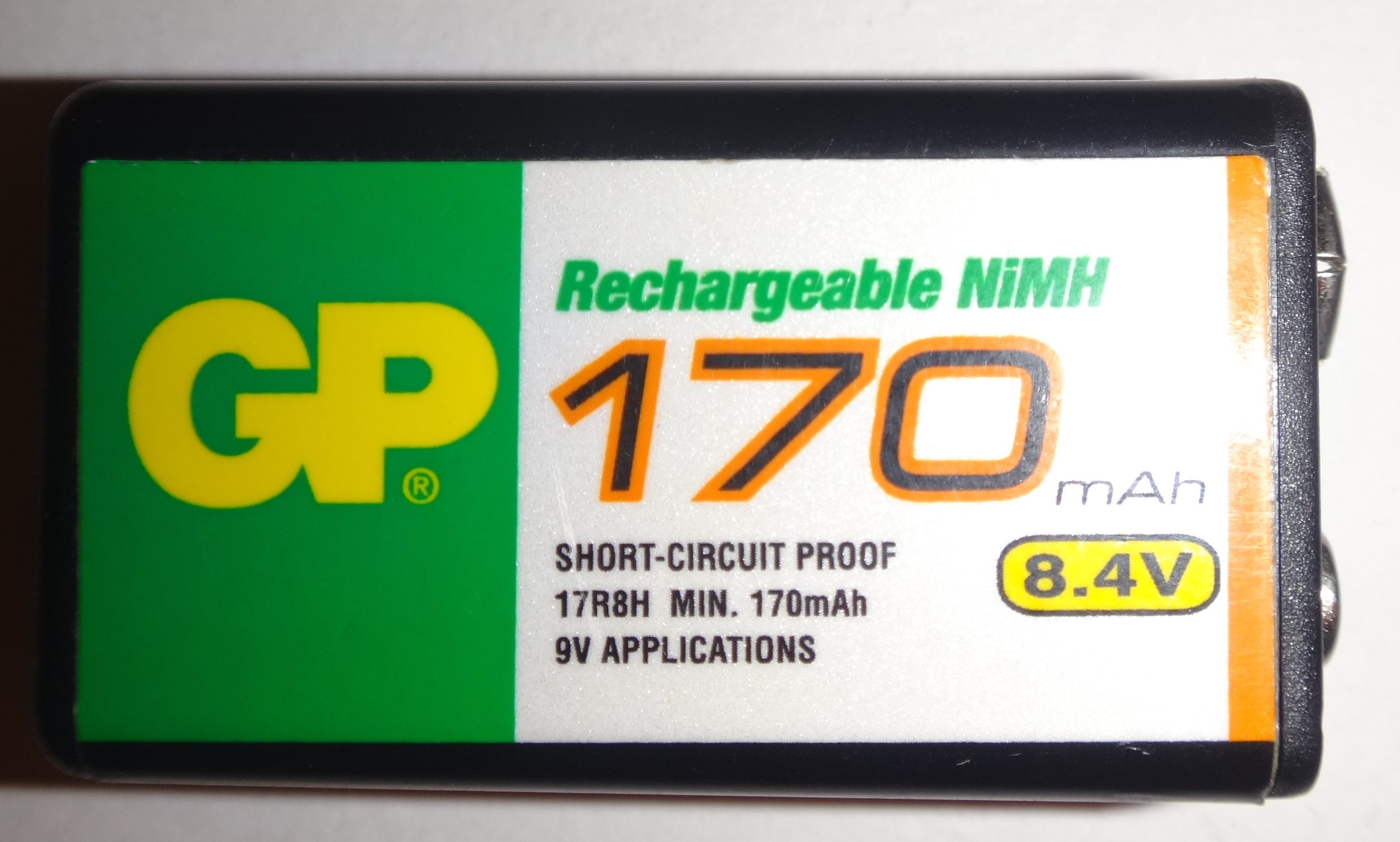
Никель-металл-гидридный (Ni-MH) аккумуляторная батарея типа «Крона» ёмкостью 170 мА·ч и напряжением 8,4 вольта

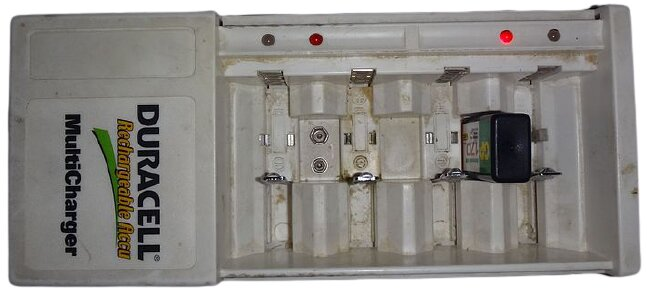
Зарядное устройство «Duracell» для зарядки аккумуляторов типоразмеров AA и AAA (видны пружинные прижимы для них) и аккумуляторных батарей типа «Крона». Во время зарядки горят красные светодиодные индикаторы

Электрический аккумулятор — вторичный химический источник тока многоразового действия, который может быть вновь заряжен после разряда. Для заряда аккумулятора электрический ток пропускается в направлении, обратном направлению тока при разряде.
Используется для циклического накопления энергии (заряд-разряд) и автономной работы электротехнических устройств и оборудования либо непосредственно, либо в составе источников бесперебойного электропитания или систем накопления электроэнергии.
Наибольшее распространение получили литий-ионные, свинцово-кислотные, литий-железо-фосфатные (LFP) и никель-металлогидридные (NiMH) аккумуляторы.

## Значение и употребление слова
Термин «аккумулятор» используется для обозначения отдельного элемента: например, аккумулятор, аккумуляторная банка, аккумуляторная ячейка. Но в разговорной речи на бытовом уровне может также применяться в отношении нескольких отдельных элементов, соединённых последовательно (для увеличения напряжения) или параллельно (для увеличения силы тока и емкости) друг с другом, то есть для обозначения аккумуляторной батареи. Для параллельного соединения рекомендуется использовать аккумуляторные батареи одинаковой емкости и одинаковой модели. Однако, возможно использование разных моделей и даже разной емкости, но при этом зарядные токи будут распределяться неравномерно, что может привести к сокращению срока службы аккумуляторов. При соединении аккумуляторов последовательно они будут функционировать как одна батарея той же емкости, что и емкость одного из аккумуляторов, входящего в неё, при условии, что ёмкости равны. При этом напряжение батареи будет равно сумме напряжений каждого из составляющих батарею аккумуляторов.

## История
Первый прообраз аккумулятора, который, в отличие от батареи Алессандро Вольты, можно было многократно заряжать, был создан в 1803 году Иоганном Вильгельмом Риттером. Его аккумуляторная батарея представляла собой столб из пятидесяти медных кружочков, между которыми было проложено влажное сукно. После пропускания через данное устройство тока от вольтова столба оно само начинало вести себя как источник электричества.
В 1859 году Гастон Планте изобрёл свинцово-кислотную батарею — первую батарею, которую можно было заряжать, пропуская через неё противоположный ток, то есть вторичный источник тока.

## Принцип действия

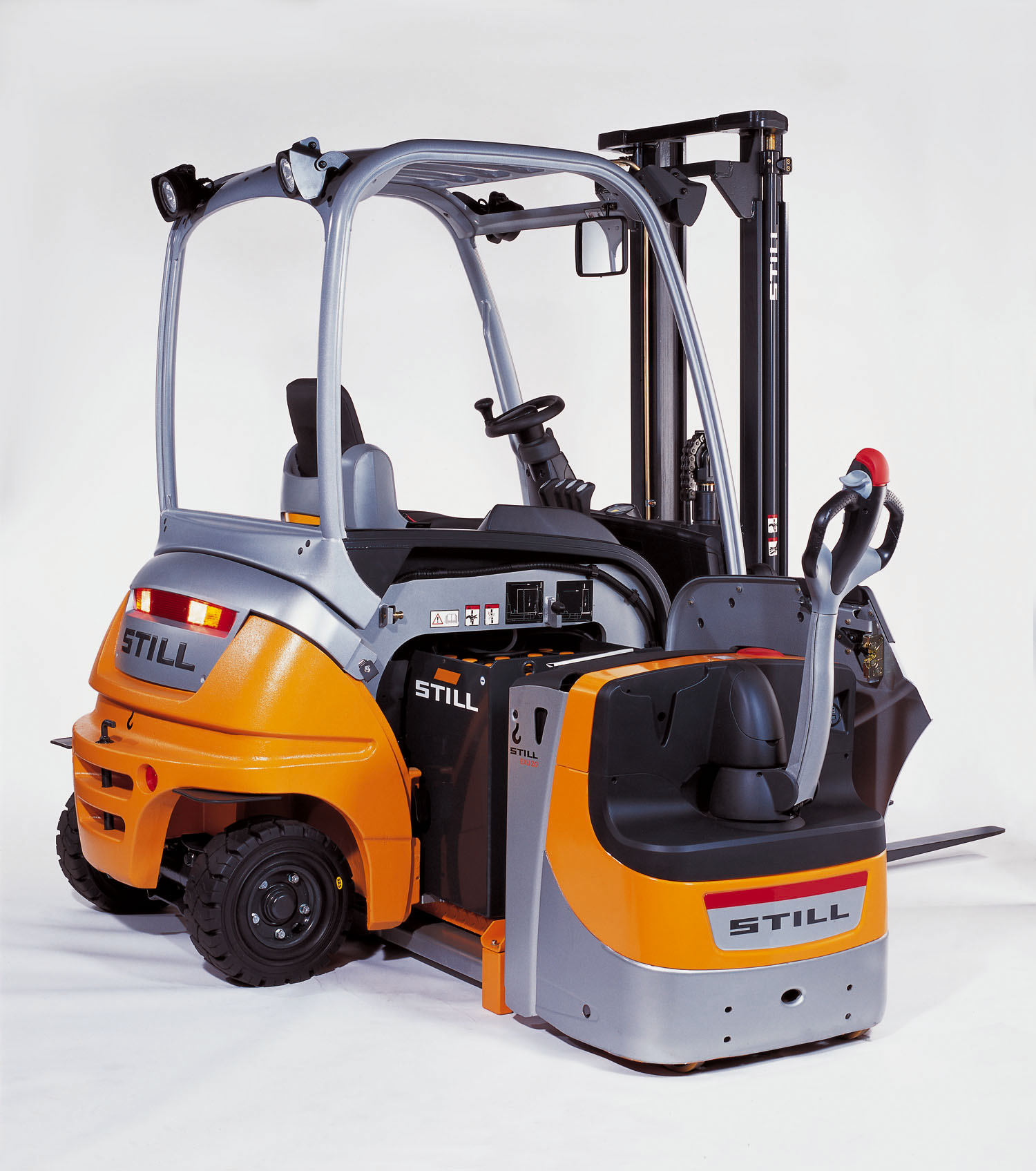
Замена аккумуляторной батареи на электропогрузчике

Принцип действия аккумулятора основан на обратимости химической реакции. В первичном элементе используется самопроизвольная химическая реакция. Вторичный элемент в процессе заряда функционирует как электролитическая ячейка (электролизер). В ней электрическая энергия вызывает желаемую химическую реакцию.
Работоспособность аккумулятора может быть восстановлена путём заряда, то есть пропусканием электрического тока в направлении, обратном направлению при разряде. Два и более аккумулятора для повышения напряжения, тока, мощности или надежности могут быть гальванически соединены в аккумуляторную батарею.

### Свинцово-кислотный аккумулятор
Принцип работы свинцово-кислотных аккумуляторов основан на электрохимических реакциях свинца и диоксида свинца в растворе серной кислоты.

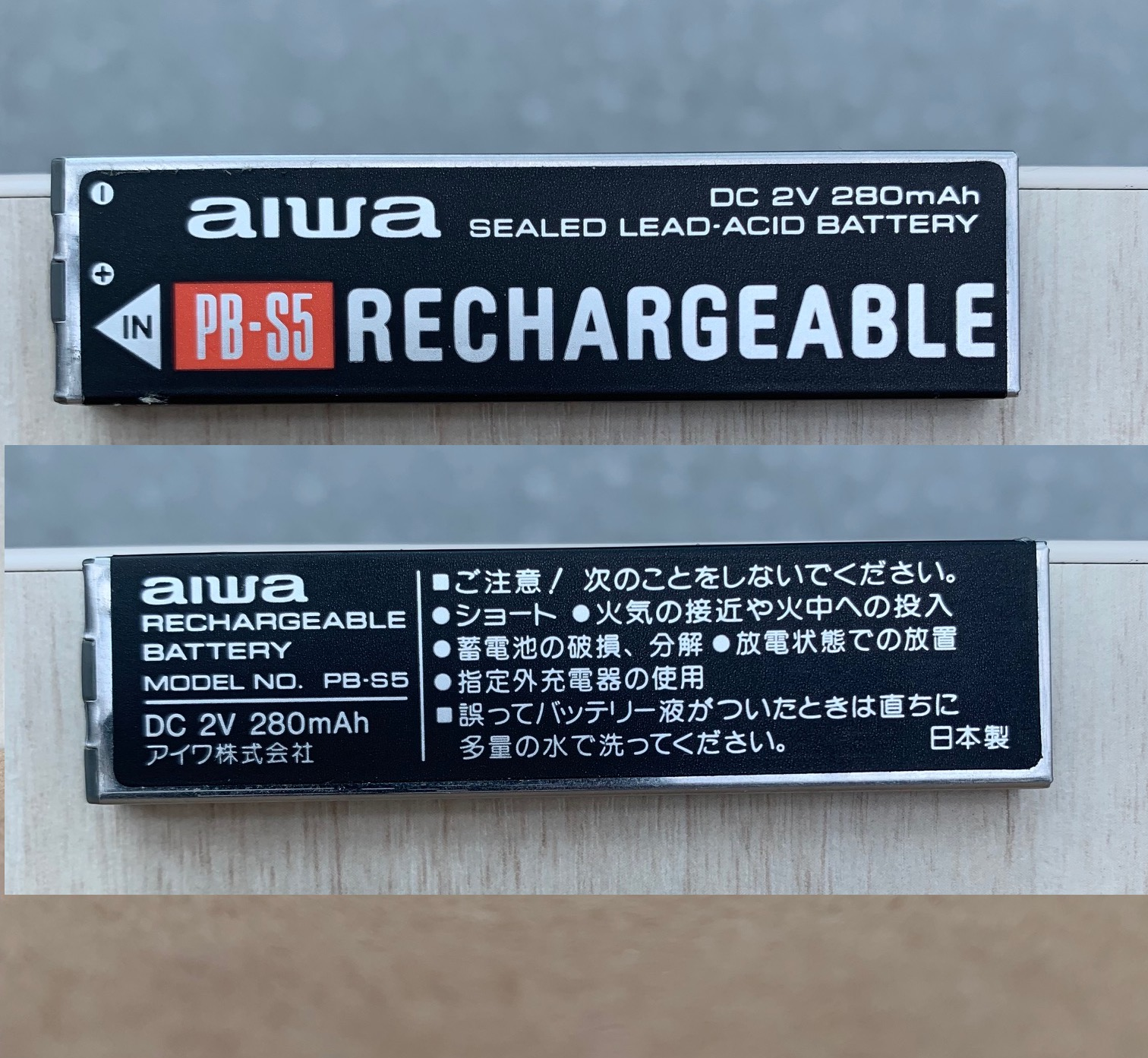
Кислотный аккумулятор для кассетных плееров Aiwa

Химическая реакция (слева направо — разряд, справа налево — заряд):
- Анод:

{\displaystyle Pb+SO_{4}^{2-}-2e^{-}\leftrightarrows PbSO_{4}}
- Катод:

{\displaystyle PbO_{2}+SO_{4}^{2-}+4H^{+}+2e^{-}\leftrightarrows PbSO_{4}+2H_{2}O}

### Щелочной аккумулятор
Щелочной аккумулятор — аккумулятор, получивший своё название из-за электролита, который в нём используется. В большинстве случаев это водный раствор КОН (едкий калий) или NaOH (едкий натрий). Данный вид аккумулятора имеет ряд преимуществ перед другими типами, но также имеет недостатки. Самыми распространёнными видами щелочных аккумуляторов являются никель-кадмиевые и никель-металлогидридные (также раньше был вид никель-железных аккумуляторов, в которых анодом служило металлическое железо).

### Литий-ионный аккумулятор
Литий-ионный аккумулятор состоит из электродов (катодного материала на алюминиевой фольге и анодного материала на медной фольге), разделённых пропитанными электролитом пористыми сепараторами. Переносчиком заряда в литий-ионном аккумуляторе является положительно заряженный ион лития, который внедряется (интеркалируется) в кристаллическую решетку других материалов (например, в графит, оксиды и соли металлов) с образованием химической связи (например: в графит с образованием LiC6, оксиды (LiMO2) и соли (LiMRON) металла).

### Алюминий-ионный аккумулятор
Алюминий-ионный аккумулятор состоит из металлического алюминиевого анода, катода из графита в виде пены и жидкого ионного невоспламеняющегося электролита. Батарея работает по принципу электрохимического осаждения: происходит растворение алюминия на аноде, затем в среде жидкого электролита анионы хлоралюмината интеркалируют в графит. Количество возможных перезарядок батареи — более 7,5 тыс. циклов без потери мощности.

### Сравнение аккумуляторов
| Параметр                                          | Свинцово-кислотные         | Ni-Cd                                                         | Ni-MH                                                         | Li-Ion                                      | Li-Ion                                      | Li-Ion                                      |
| ------------------------------------------------- | -------------------------- | ------------------------------------------------------------- | ------------------------------------------------------------- | ------------------------------------------- | ------------------------------------------- | ------------------------------------------- |
| Параметр                                          | Свинцово-кислотные         | Ni-Cd                                                         | Ni-MH                                                         | Кобальт литиевые                            | Литий-марганцевые                           | Литий-ферро-фосфатные                       |
| Удельная плотность энергии, Вт⋅ч/кг               | 30–50                      | 45–80                                                         | 60–120                                                        | 150–190                                     | 100–135                                     | 90–120                                      |
| Внутреннее сопротивление1 (мОм)                   |                            |                                                               |                                                               |                                             |                                             |                                             |
| Жизненный цикл4 (80% разряда)                     | 200–300                    | 10003                                                         | 300–500                                                       | 500–1000                                    | 500–1000                                    | 1000–2000                                   |
| Время быстрой зарядки, ч                          | 8–16                       | ~1                                                            | 2–4                                                           | 2–4                                         | <1                                          | <1                                          |
| Терпимость к перезарядке                          | Высокая                    | Средняя                                                       | Низкая                                                        | Низкая. Не переносят постоянную перезарядку | Низкая. Не переносят постоянную перезарядку | Низкая. Не переносят постоянную перезарядку |
| Саморазрядка/месяц (при комнатной температуре), % | 5%                         | 20%5                                                          | 30%5                                                          | <10%6                                       | <10%6                                       | <10%6                                       |
| Номинальное напряжение, В                         | 2                          | 1,27                                                          | 1,27                                                          | 3,68                                        | 3,88                                        | 3,38                                        |
| Напряжение отсечки при зарядке (В/элемент, 1С)    | 2,25–2,4                   |                                                               |                                                               | 4,2                                         | 4,2                                         | 3,6                                         |
| Напряжение отсечки при разрядке (В/элемент, 1С)   | 1,75                       | 1,00                                                          | 1,00                                                          | 2,5–3,0                                     | 2,5–3,0                                     | 2,8                                         |
| Пиковый ток нагрузки                              | 5С9                        | 20С                                                           | 5С                                                            | >3C                                         | >30C                                        | >30C                                        |
| Температура зарядки, °С                           | -20...+50                  | 0...+45                                                       | 0...+45                                                       | 0...+4510                                   | 0...+4510                                   | 0...+4510                                   |
| Температура разрядки, °С                          | -20...+50                  | -20...+65                                                     | -20...+65                                                     | -20...+60                                   | -20...+60                                   | -20...+60                                   |
| Требования к обслуживанию                         | 3–6 месяцев11 (подзарядка) | 30–60 дней (разрядка)                                         | 60–90 дней (разрядка)                                         | Не требуется                                | Не требуется                                | Не требуется                                |
| Требования к безопасности                         | термически стабильны       | Термически стабильны. Обычно используются термопредохранители | Термически стабильны. Обычно используются термопредохранители | Обязательный защитный контур12              | Обязательный защитный контур12              | Обязательный защитный контур12              |
| Начало использования                              | конец 1800-х               | 1950                                                          | 1990                                                          | 1991                                        | 1996                                        | 1999                                        |

1 Внутреннее сопротивление аккумуляторов зависит от величины миллиампер-часов (мА·ч), проводки и количества элементов. Контур защиты литий-ионных батарей добавляет около 100 mΩ.
2 Типоразмер элемента 18650. Размер элемента и дизайн определяет внутреннее сопротивление.
3 Жизненный цикл у батарей, проходящих регулярное техническое обслуживание.
4 Жизненный цикл зависит от величины разряда. Меньшая величина разряда повышает срок службы.
5 Самая большая скорость саморазряда — сразу после заряда. Ni-Cd-аккумулятор теряет 10 % заряда в течение первых 24 часов, затем скорость потери заряда снижается до 10 % за каждые 30 дней. Высокая температура увеличивает саморазряд.
6 Защитный контур, как правило, потребляет 3 % от запасенной энергии в месяц.
7 Чаще используется традиционное напряжение 1,25, 1,2 В.
8 Низкое внутреннее сопротивление уменьшает падение напряжения под нагрузкой и литий-ионные аккумуляторы часто имеют маркировку с большим значением, чем 3,6 В/элемент. Элементы с маркировкой 3,7 В и 3,8 В полностью совместимы с 3,6 В.
9 Способен выдерживать большой импульс тока нагрузки, но нужно время для восстановления.
10 Регулярная зарядка литий-ионных аккумуляторов при температуре ниже нуля вредна.
11 Техническое обслуживание, такое как балансировка или подзарядка, для предотвращения сульфатации.
12 Для большинства типов литий-ионных систем отсечка происходит, если напряжение меньше, чем 2,20 В и больше, чем 4,30 В, другие значения напряжения применяются для литий-феррофосфатных аккумуляторов.

## Характеристики

### Ёмкость аккумулятора
За ёмкость аккумулятора чаще всего принимают количество электричества, равное 1 Кл, при силе тока 1 А в течение 1 с (при переводе времени в часы получаем 1 А·ч=3600 Кл). Однако принимают, а не измеряют. Существует распространенное заблуждение, что ёмкость аккумулятора измеряется в А·ч, это не совсем так: 1 А·с=1 Кл или 1 А·ч=3600 Кл, и этой величиной измеряется количество электричества или электрический заряд; по формуле {\displaystyle Q=I\cdot t}, где {\displaystyle Q} - количество электричества или электрический заряд, {\displaystyle I} — сила тока, {\displaystyle t} — время протекания электрического тока. Например, обозначение «12 В на 55 А·ч» означает, что аккумулятор выдаёт количество электричества 198 кКл (килокулон) по какому-либо контуру, при токе разряда 55 А за 1 ч (3600 с) до порогового напряжения 10,8 В. Расчёт показывает, что при токе разряда в 255 А аккумулятор разрядится за 12,9 минуты. Как видно, 55 А·ч — это не ёмкость (электрическая ёмкость измеряется в Фарадах, 1 Ф= 1 Кл/В). 
Capacity:

C20 — 20 часов

C100 — 100 часов
Поэтому на аккумуляторе написано количество электричества Q, которое он выдаёт при определённом токе разряда и определённом времени его разряда, например, для автомобильных аккумуляторов указывают номинальную ёмкость (C, Capacity) при тестовом 20-часовом, около суток, режиме разряда (C20).

### Плотность энергии
Плотность энергии — количество энергии на единицу объёма или единицу массы аккумулятора.

### Саморазряд
Саморазряд — это потеря аккумулятором заряда после полной зарядки при отсутствии нагрузки. Саморазряд проявляется по-разному у разных типов аккумуляторов, но всегда максимален в первые часы после заряда, а после — замедляется.
Для Ni-Cd аккумуляторов считают допустимым не более 10 % саморазряда за первые 24 часа после проведения зарядки. Для Ni-MH саморазряд чуть меньше. У Li-Ion он крайне мал и значительно себя проявляет только в течение нескольких месяцев после зарядки.
В свинцово-кислотных герметичных аккумуляторах саморазряд составляет около 40 % за 1 год хранения при 20 °С, 15 % — при 5 °С. Если температуры хранения более высокие, то саморазряд возрастает: батареи при 40 °С теряют 40 % ёмкости всего за 4–5 месяцев.

### Температурный режим
Следует беречь аккумуляторы от огня и воды, чрезмерного нагревания и охлаждения, резких перепадов температур.
Как правило, для большинства аккумуляторов существует ограничение не при температурах выше +50 °С и ниже -25 °С. При эксплуатации аккумулятора в условиях «холодной зимы» рекомендуется его снимать и хранить в тёплом помещении. Нарушение температурного режима может привести к сокращению срока службы или потере работоспособности.
Изветстно, что натрий-ионные аккумуляторы могут эффективно работать при низких температурах до - 40 °С.

### Тип аккумулятора
Тип аккумулятора определяется используемыми материалами. Различают следующие:
- Cn-Po — графен-полимерный аккумулятор.
- La-Ft — лантан-фторидный аккумулятор.
- Li-Ion — литий-ионный аккумулятор (3,2-4,2 В), общее обозначение для всех литиевых аккумуляторов.
  - Li-Co — литий-кобальтовый аккумулятор, (3,6 В), на базе LiCoO2, технология в процессе освоения.
  - Li-Po — литий-полимерный аккумулятор (3,7 В), полимер в качестве электролита.
  - Li-Ft — литий-фторный аккумулятор.
  - Li-Mn — литий-марганцевый аккумулятор (3,6 В) на базе LiMn2O4.
  - LiFeP или LFP — литий-железно-фосфатный аккумулятор (3,3 В) на базе LiFePO4.
    - LiFeYPO4 — литий-железо-иттрий-фосфатный (добавка иттрия для улучшения свойств).

  - Li-Ti — литий-титанатный аккумулятор (2,3 В) на базе Li4Ti5О12.
  - Li-Cl — литий-хлорный аккумулятор (3,99 В).
  - Li-S — литий-серный аккумулятор (2,2 В).
  - LMPo — литий-металл-полимерный аккумулятор.
- Fe-air — железо-воздушный аккумулятор.
- Na/NiCl — никель-солевой аккумулятор (2,58 В).
- Na-S — натрий-серный аккумулятор, (2 В), высокотемпературный аккумулятор.
- Ni-Cd — никель-кадмиевый аккумулятор (1,2 В).
- Ni-Fe — железо-никелевый аккумулятор (1,2-1,9 В).
- Ni-H2 — никель-водородный аккумулятор (1,5 В).
- Ni-MH — никель-металл-гидридный аккумулятор (1,2 В).
- Ni-Zn — никель-цинковый аккумулятор (1,65 В).
- Pb — свинцово-кислотный аккумулятор (2 В).
- Pb-H — свинцово-водородный аккумулятор.
- Ag-Zn — серебряно-цинковый аккумулятор (1,85 В).
- Ag-Cd — серебряно-кадмиевый аккумулятор (1,6 В).
- Zn-Br — цинк-бромный аккумулятор (1,8 В).
- Zn-air — цинк-воздушный аккумулятор.
- Zn-Cl — цинк-хлорный аккумулятор.
- RAM (Rechargeable Alkaline Manganese) — перезаряжаемая разновидность марганцево-цинкового щелочного гальванического элемента (1,5 В)[источник не указан 2994 дня].
- Ванадиевый аккумулятор (1,41 В)[источник не указан 2994 дня].
- Алюминиево-графитный аккумулятор (2 В)[источник не указан 2994 дня].
- Алюминиево-ионный аккумулятор (2 В)[10].

Электрические и эксплуатационные характеристики аккумулятора зависят от материала электродов и состава электролита. Сейчас наиболее распространены следующие аккумуляторы:
| Тип                             | ЭДС (В) | Область применения |
| ------------------------------- | ------- | --- |
| свинцово-кислотные (Pb)         | 2,1     | троллейбусы, трамваи, воздушные суда, автомобили, мотоциклы, электропогрузчики, штабелеры, электротягачи, аварийное электроснабжение, источники бесперебойного питания |
| никель-кадмиевые (Ni-Cd)        | 1,2     | замена стандартного гальванического элемента, строительные электроинструменты, троллейбусы, воздушные суда                                                             |
| никель-металл-гидридные (Ni-MH) | 1,2     | замена стандартного гальванического элемента, электромобили |
| литий-ионные (Li‑Ion)           | 3,7     | мобильные устройства, строительные электроинструменты, электромобили                                                                                                   |
| литий-полимерные (Li‑Po)        | 3,7     | мобильные устройства, электромобили |
| никель-цинковые (Ni-Zn)         | 1,6     | замена стандартного гальванического элемента |

### Размеры электрических аккумуляторов

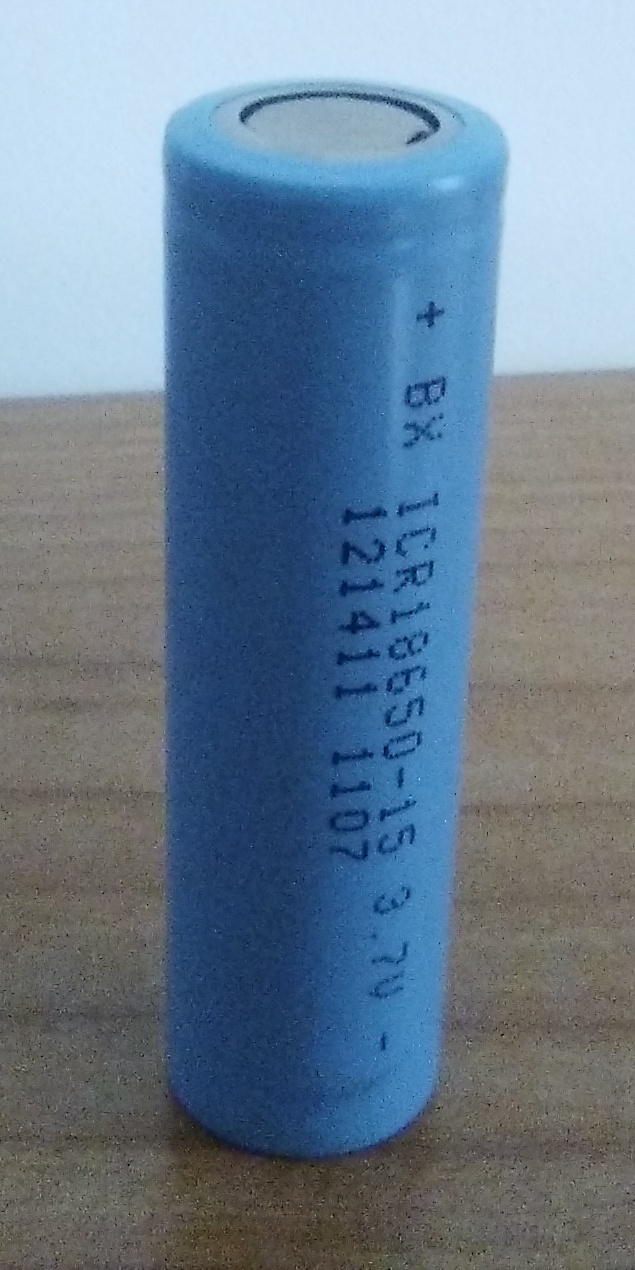
Литий-ионный аккумулятор форм-фактора 18650

- Элемент AA
- Элемент AAA

### Внешний аккумулятор

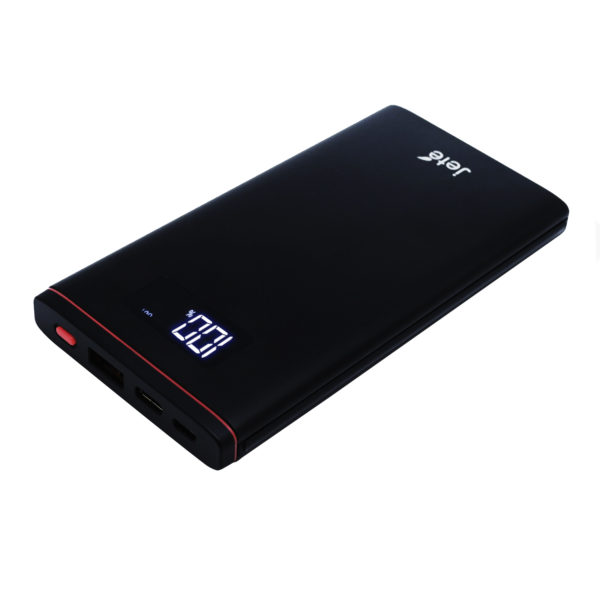
Банк питания с цифровой индикацией состояния зарядки

Внешний аккумулятор (аккумуляторная батарея)  — устройство для многократной подзарядки.
В случае зарядки мобильного устройства (телефона, смартфона, планшетного компьютера) при отсутствии источника переменного тока (электросети) такой аккумулятор часто называют пауэрбанк (англ. power bank).
Для запуска автомобилей используется много синонимов для описания внешнего аккумулятора: пусковое устройство, пуско-зарядное устройство, внешний аккумулятор, разг. бустер, джампер, стартер, джамп-стартер).
Причиной появления этих устройств стало то, что при активном использовании современных смартфонов и планшетов заряда их аккумуляторов хватает на сравнительно короткое время — полдня или день. Для их зарядки в полевых условиях и были разработаны портативные аккумуляторы. Типичная масса таких устройств — 200—800 граммов, ёмкость от нескольких тысяч мА·ч до 10-20 А·ч. С их помощью можно зарядить телефон 2-5 раз. Чаще всего они предоставляют для подключения порт USB. Некоторые из них имеют разъёмы или переходники для популярных разъёмов мобильных телефонов. Внешние аккумуляторы больших ёмкостей могут иметь переходники для зарядки ноутбуков. Иногда на внешних аккумуляторах имеется индикатор заряда или встроенный светодиодный фонарик.

Такие аккумуляторы также могут быть сданы в аренду. Например, в России шеринг пауэрбанков предоставляют такие сервисы, как «Бери заряд!», «Юрент», «EnerGO» и другие.

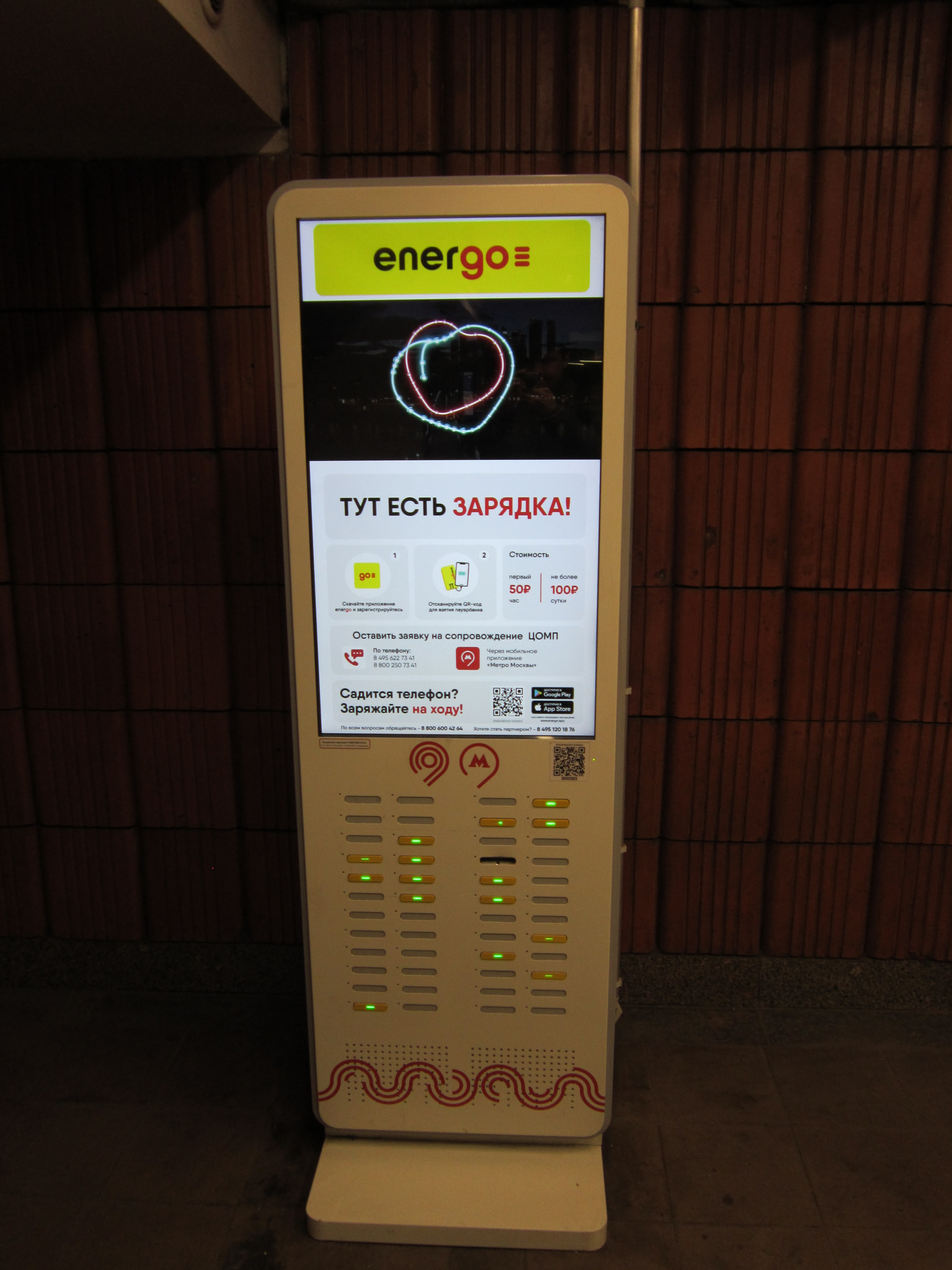
Стойка с пауэрбанками сервиса «EnerGO» в вестибюле станции метро «Тёплый Стан» в Москве
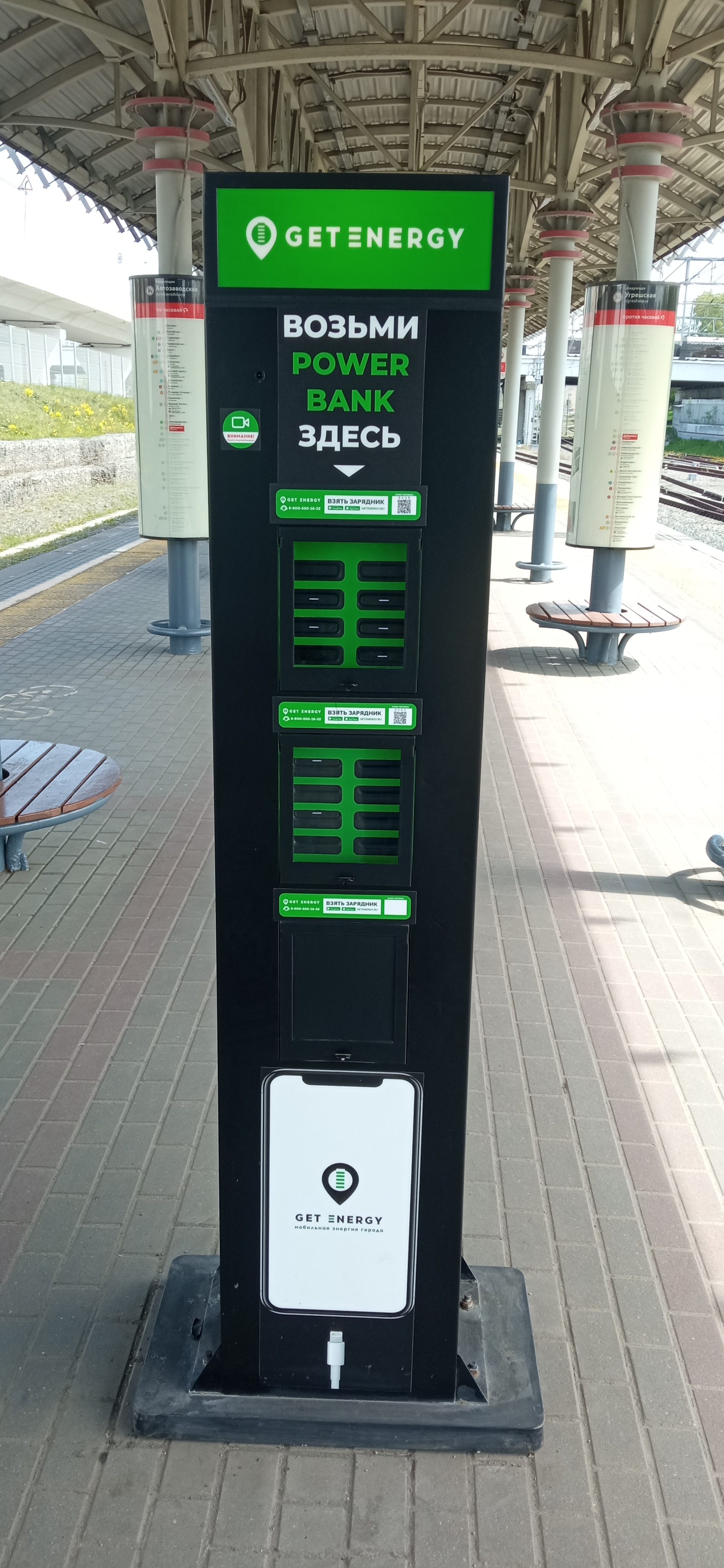
Стойка с пауэрбанками сервиса «Get Energy» на станции МЦК «Дубровка», 2023 год. В 2024 году сервис стал партнёром «МТС Юрент»
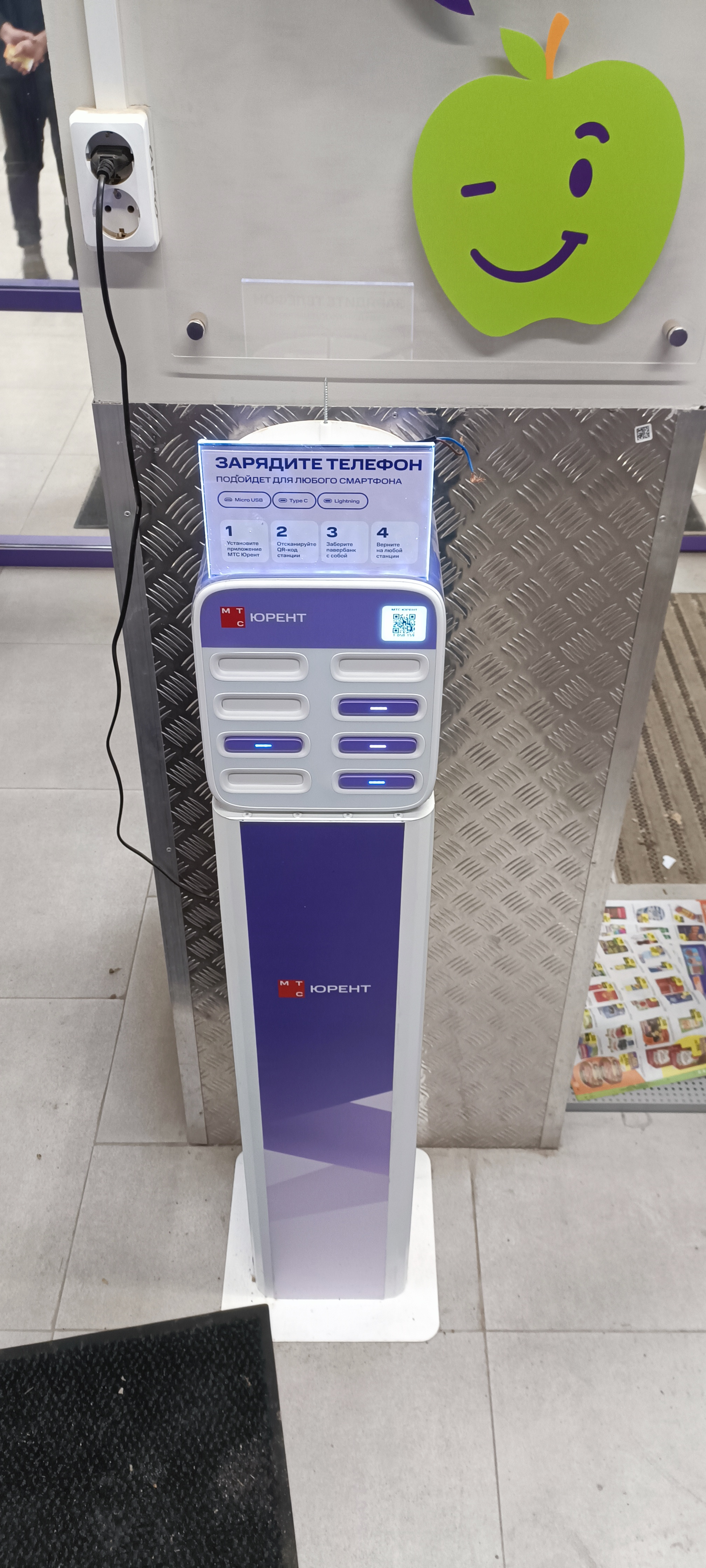
Стойка с пауэрбанками сервиса «Юрент» в магазине в Москве
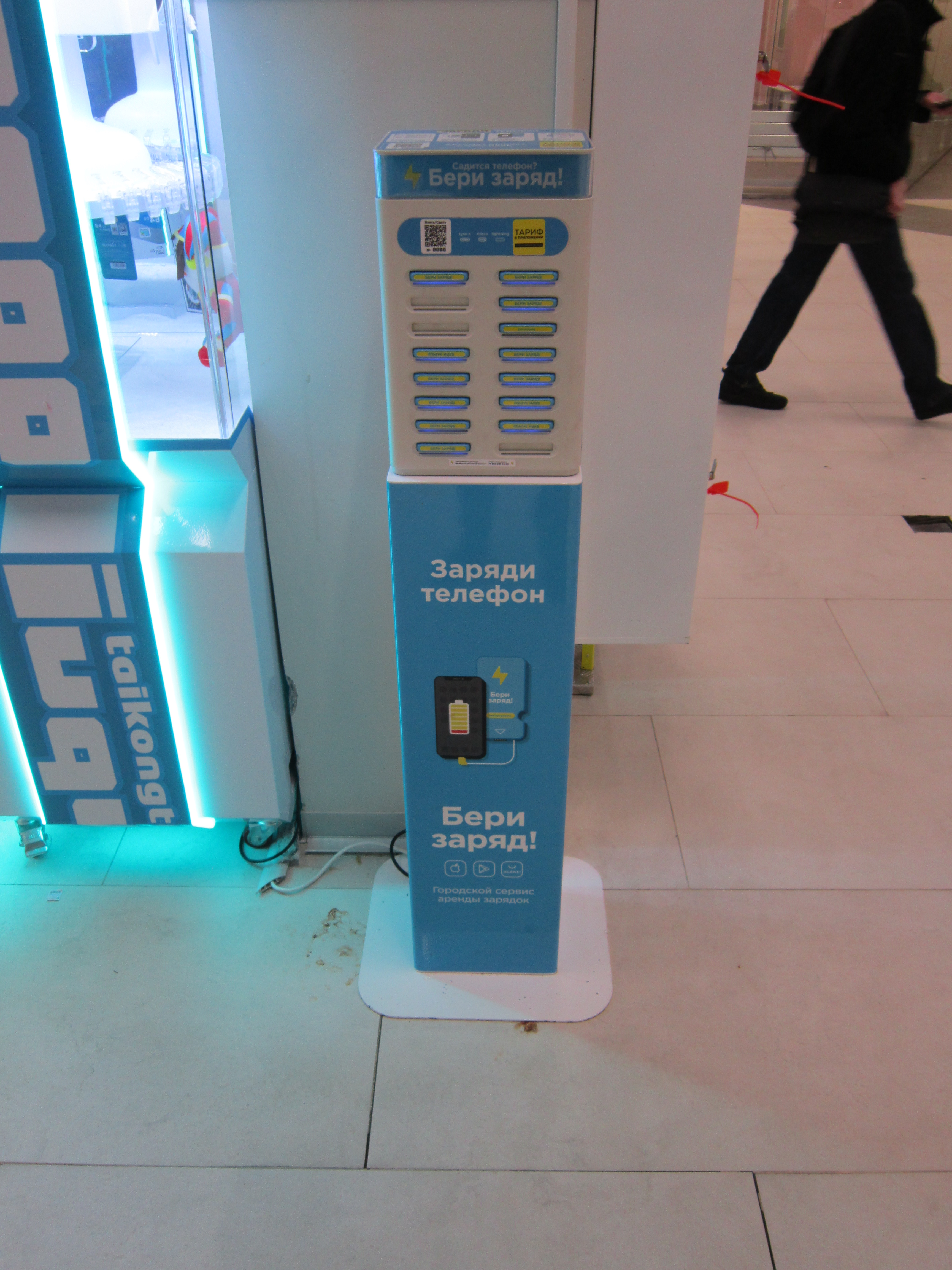
Стойка с пауэрбанками сервиса «Бери заряд!» в торговом центре в Москве, 2024 год

## Зарядка аккумуляторов
По мере исчерпания химической энергии напряжение и ток падают, аккумулятор перестаёт действовать. Зарядить аккумулятор (батарею аккумуляторов) можно от любого источника постоянного тока с бо́льшим напряжением при ограничении тока. Наиболее распространённым считается зарядный ток (в амперах), пропорциональный 1/10 условной номинальной ёмкости аккумулятора (в ампер⋅часах).
Многие типы аккумуляторов имеют различные ограничения, которые необходимо учитывать при зарядке и последующей эксплуатации, например, Ni-MH-аккумуляторы чувствительны к перезаряду и низкой температуре, литий-ионные — к переразряду, повышенному напряжению, низкой или высокой температуре. Ni-Cd- и Ni-MH-аккумуляторы имеют так называемый эффект памяти, заключающийся в снижении ёмкости в случае, когда зарядка осуществляется при не полностью разряженном аккумуляторе. Также эти типы аккумуляторов обладают заметным саморазрядом, то есть они постепенно теряют заряд, не будучи подключенными к нагрузке. Для борьбы с этим эффектом может применяться капельная подзарядка.

### Методы заряда аккумуляторов
Для заряда аккумуляторов применяется несколько методов; как правило, метод заряда зависит от типа аккумулятора.

#### Медленный заряд постоянным током
Заряд постоянным током, пропорциональным 0,1-0,2 условной номинальной ёмкости Q в течение примерно 15-7 часов соответственно.
Самый длительный и безопасный метод заряда. Подходит для большинства типов аккумуляторов.

#### Быстрый заряд
Заряд постоянным током, пропорциональным 1/3 Q в течение примерно 3—5 часов.
Первые смартфоны с поддержкой подобной технологии вышли в 2013 году. Тогда производители увеличивали напряжение блока питания, чтобы добиться заметных результатов — скорость вырастала на 30-40 % по сравнению со стандартной (медленной) зарядкой.

#### Ускоренный, или «дельта-V» заряд
Заряд с начальным током заряда, пропорциональным величине условной номинальной ёмкости аккумулятора, при котором постоянно измеряется напряжение аккумулятора и заряд заканчивается после того, как аккумулятор полностью заряжен. Время заряда — примерно час-полтора. Возможен разогрев аккумулятора и даже его разрушение.
Технология от Oppo — SuperVOOC —  позволяет зарядить смартфон почти на 30 % всего за пять минут.

#### Реверсивный заряд
Выполняется чередованием длинных импульсов заряда с короткими импульсами разряда. Реверсивный метод наиболее полезен для заряда Ni-Cd- и Ni-MH-аккумуляторов, для которых характерен т. н. «эффект памяти».